# سيباستيان فيشر
سيباستيان فيشر (بالألمانية: Sebastian Fischer)‏ (7 مايو 1987 - ) هو لاعب كرة قدم ألماني يلعب كلاعب وسط.